# Plane (2023)
Plane ist ein US-amerikanischer Actionthriller mit Gerard Butler von Regisseur Jean-François Richet, der am 13. Januar 2023 veröffentlicht wurde.

## Handlung
Der Verkehrspilot Brodie Torrance wird von seiner knauserigen Fluggesellschaft aus Kostengründen beim Flug von Singapur über Tokyo nach Honolulu direkt durch ein schweres Gewitter über den Philippinen geschickt. Das Flugzeug übersteht dies nicht unbeschädigt, sodass der Pilot irgendwo im Nirgendwo notlanden muss. Ihm gelingt eine erfolgreiche Notlandung, obwohl sein Flugzeug durch den Sturm schwer beschädigt worden ist. Neben den beiden Piloten befinden sich in dem Flugzeug drei weitere Crewmitglieder und 14 Passagiere. Einer davon ist der unter Mordverdacht stehende Louis Gaspare zusammen mit einem Polizisten als Wache. Neben einer Flugbegleiterin kommt auch der Polizist während heftiger Turbulenzen zu Tode, weil er sich abgeschnallt hat. Gaspare wird erst einmal separiert, und Torrance übernimmt die Verantwortung für ihn. 
Bald erkennt Torrance, dass er auf der philippinischen Insel Jolo gelandet ist, die von schwer bewaffneten, regierungsfeindlichen Milizen kontrolliert wird. Da sich das Funkgerät des Flugzeugs als defekt erweist, sucht er zusammen mit Gaspare ein Gebäude mit Telefon, um Hilfe zu holen. Der lokale Milizenführer Datu Junmar und seine Anhänger finden währenddessen die Passagiere und nehmen sie als Geiseln, um Lösegelder von ihren Familien zu erpressen. Gaspare und Torrance gelingt es, Hilfe anzufordern, mit allerdings nur ungefährer Angabe des Standorts. Das Flugunternehmen heuert ein privates Rettungsteam an, da sich die regionalen Behörden scheuen, Einsatzkräfte in das Rebellengebiet zu senden.
Zurück beim Flugzeug werden Gaspare und Torrance Zeugen der Geiselnahme und der Ermordung von zwei Passagieren, können aber angesichts der Übermacht an Gegnern nichts unternehmen. Sie hinterlassen für die Rettungsmannschaft eine Nachricht im Flugzeug und versuchen, die Geiseln zu befreien. Sie können sie zwar aus dem Gebäude befreien und zu einem Bus bringen, scheuen sich aber, mit dem Fahrzeug durch das freie Schussfeld zu fahren. Torrance ergibt sich daraufhin als Ablenkungsmanöver den Geiselnehmern, um den anderen die Flucht zu ermöglichen. Infolgedessen soll er erschossen werden, wird aber in letzter Sekunde von einer Vorhut des Rettungsteams, das inzwischen den Hinweis im Flugzeug entdeckt hat, gerettet. 
Alle zusammen können in Richtung des Flugzeugs fliehen, werden aber verfolgt. Mangels Alternative beschließt Torrance, das beschädigte Flugzeug wieder zu starten, um auf eine andere Insel zu fliehen. Der Start im Feuergefecht gelingt nur durch die Hilfe von Gaspare, der am Boden zurückbleibt, um seiner Verhaftung zu entgehen. Datu Junmar wird getötet und Gaspare kann mit einer großen Menge Geld unbemerkt in den Dschungel der Insel entkommen. Torrance und sein Copilot Samuel Dele schaffen es gerade noch, das Flugzeug aufs Meer hinaus und zur Insel Siasi zu fliegen, bevor sämtliche Steuermöglichkeiten und Triebwerke ausfallen. Die Landung gelingt nur knapp erfolgreich. 
Der Film endet mit der Evakuierung der überlebenden Passagiere und einem Telefonat von Torrance mit seiner besorgten Tochter, bei der er sich für die Verspätung entschuldigt.

## Produktion
Am 13. Juli 2016 erwarb MadRiver Pictures die Filmrechte. Im November 2019 kaufte Lionsgate Films die Verfilmungsrechte. Das Filmstudio begann vorerst aber nicht mit der ursprünglich beabsichtigten 50-Millionen-Dollar umfassenden Filmproduktion, da in der kurz vor dem Ausbruch der COVID-19-Pandemie abgeschlossenen Produktionsversicherung kein Versicherungsschutz im Fall einer Pandemie berücksichtigt war. Stattdessen verkaufte Lionsgate die Verfilmungsrechte zwischenzeitlich, ehe das Studio diese im Mai 2021 zurückerwarb.
Im August 2021 begannen die Dreharbeiten in Puerto Rico. Im Oktober 2021 wurde das Ende der Dreharbeiten berichtet. Das Produktionsbudget betrug zwischen 20 und 25 Millionen US-Dollar.

## Rezeption

### Einspielergebnis
Der Film konnte am Veröffentlichungswochenende über 10,3 Millionen US-Dollar einspielen. Weltweit spielte der Film mit 74,5 Millionen Dollar ungefähr das Dreifache seines Budgets ein.

### Kritiken
Auf Rotten Tomatoes überzeugte der Film 77 % der 161 Kritiker. In der Internet Movie Database erhielt der Film 6,5 Punkte. Auf Metacritic bewerteten die 43 Kritiker den Film mit einer durchschnittlichen Punktzahl von 62.
Die Zeitschrift Cinema vergab 4 von 5 Punkten und resümierte: „Erstaunlich kurzweiliger B-Actioner mit markigen Helden und finsteren Schurken“.

### Kontroverse
Auf den Philippinen kam der Film nicht gut an und wurde sogar Bestandteil einer politischen Debatte, als der vormalige Schauspieler Robin Padilla, der 2022 in den Senat der Philippinen gewählt worden war, die negative Darstellung der lokalen Obrigkeiten und gesetzlosen Verhältnisse auf der Insel Jolo bemängelte. Seine Kritik, dass das Eiland als „von Milizen überrannt und ohne Armeepräsenz“ gezeigt werde, erfuhr die Zustimmung des Senatspräsidenten Juan Miguel Zubiri, dass dies „nicht der realen Situation“ entspreche. Diese Auffassung stand im Zusammenhang mit dem andauernden militärischen Vorgehen gegen die islamistische Terrorgruppe Abu Sayyaf, die seit 1991 auf dem Sulu-Archipel und insbesondere der zugehörigen Insel Jolo aktiv ist und nach teils schweren Kampfhandlungen über drei Jahrzehnte zunehmend zurückgedrängt werden konnte. Daraufhin bestätigte das Movie and Television Review and Classification Board (MTRCB), dass ein Aufführungsverbot angestrebt werde. Bevor dieses durchgesetzt wurde, nahm der zuständige Filmverleih den Spielfilm Ende Februar 2023 vom philippinischen Markt.

## Fortsetzung
Im Februar 2023 wurde aufgrund der vielen positiven Kritiken und des finanziellen Erfolgs angekündigt, dass der Film eine Fortsetzung mit dem Titel Ship bekommen wird. Dieser wird direkt an die Ereignisse aus Plane anknüpfen. Mike Colter wird wieder die Hauptrolle spielen. Ob und inwieweit Gerard Butler mitwirken wird, blieb unklar.